# Marija Krajnik
Marija Krajnik, slovenska pesnica in pisateljica, * 17. april 1942, Sovodenj.

## Življenjepis
M. Krajnik roj. Debelak je bila rojena v Sovodnju v Poljanski dolini, kot najmlajša hči v številni družini. Njen oče Matija Debelak je bil vojni invalid s Soške fronte, sicer pa poklicni fotograf. Mati Amalija, roj. Kacin, pa je imela svojo trgovino v Sovodnju.
Kot dijakinja je prišla v Reteče in še danes tam živi. Polovico svojega življenja je bila zaposlena v Kolinski, v Ljubljani.
Pesniti je začela šele po petdesetem letu, ko je obiskovala Žabotovo literarno delavnico. Piše kratke pesmi, včasih zelo kratke, včasih pa dolge epske balade. 
Njena prva samostojna pesniška zbirka je Gube na njenem obrazu (1999) (COBISS). Njeno drugo samostojno delo je knjiga proze in poezije Korenine belih brez (2006) (COBISS) v kateri je popisna zgodovina njene rodbine v Sovodnju in Stari Oselici. Sicer svoje pesmi objavlja v zbornik in reviji, ki jih izdaja ZKO.